# Hibridación fluorescente in situ

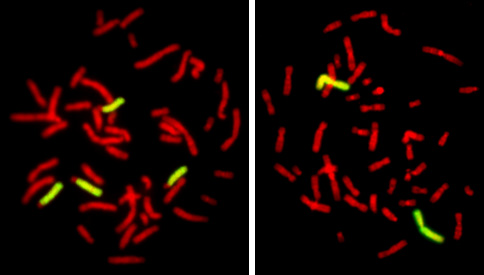
FISH metafásico en humanos. En amarillo, el cromosoma 2.

FISH o hibridación fluorescente in situ es una técnica citogenética de marcaje de cromosomas mediante la cual estos son hibridados con sondas que emiten 
fluorescencia y permiten la visualización, distinción y estudio de los cromosomas de núcleos en metafase o inferfase, así como de las anomalías que puedan presentar. Dicha técnica fue desarrollada por un equipo biomédico a principios de la década de 1980. Esta técnica permite la rápida determinación de aneuploidías, microdeleciones, duplicaciones, inversiones, así como la adjudicación de un marcador genético a un cromosoma (cartografía genética). Se realiza una tinción de DNA no específica con DAPI y se verá la fluorescencia bajo el microscopio.
Los cromosomas que son usualmente analizados por FISH son los 13, 18, 21, X e Y, que son los más propensos a sufrir anomalías. Están relacionados con enfermedades como el síndrome de Patau (13),  el síndrome de Edwards (18), el síndrome de Down (21), el síndrome de Turner (X) y el síndrome del superhombre (Y), entre otros. Sin embargo, como son posibles marcados adicionales del cromosoma, otros cromosomas pueden ser visualizados con esta técnica. FISH usa segmentos de una única hebra de ADN que son tintados, o etiquetados, con una sustancia fluorescente que puede ligarse a un cromosoma específico; estos segmentos de ADN son llamados sondas. En un principio se empleaban sondas de carácter radiactivo, pero este tipo de marcaje fue reemplazado por los fluoróforos por mayor seguridad, eficacia y facilidad de detección.

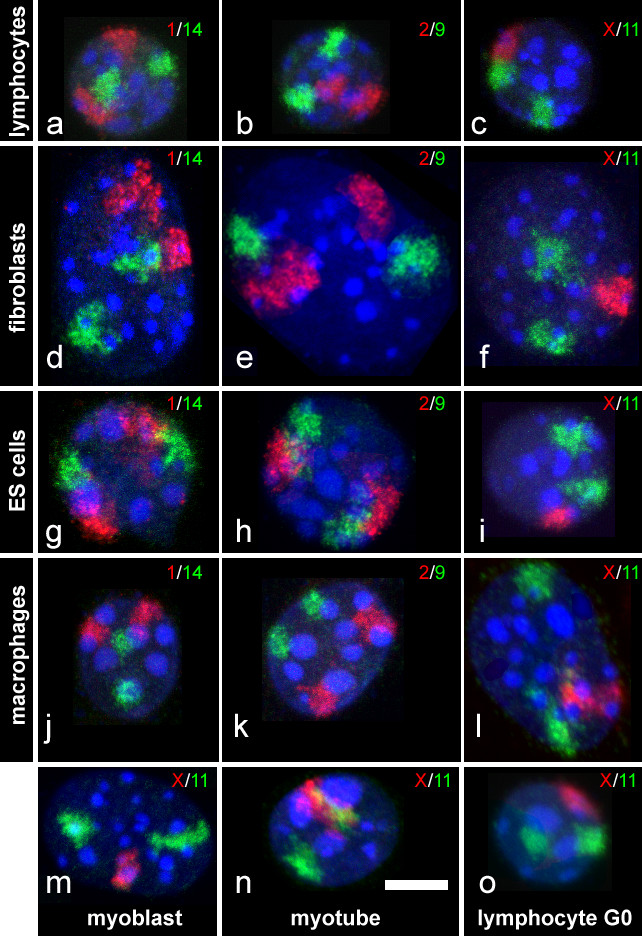
FISH interfásico en ratón.

## Protocolo básico
El primer paso de la técnica consiste en la desnaturalización del DNA para separar la doble hélice. A la muestra desnaturalizada se le añade entonces la sonda de interés (fragmento de ADN marcado fluorescentemente). Primero, las sondas hibridan a las regiones específicas para las que han sido diseñadas. Después, se tiñen los núcleos con un color de contraste inespecífico (generalmente DAPI). Las sondas de DNA pueden marcarse con moléculas fluorescentes denominados fluoróforos (método directo) o no fluorescentes que se detectan con anticuerpos fluorescentes (método indirecto). Por último, se visualiza la muestra preparada bajo un microscopio de fluorescencia.

## FISH en metafase
Cuando las células están en metafase, sus cromosomas se encuentran condensados a modo de preparación para la división celular. Para detenerlas en metafase, se emplea colchicina, un agente despolimerizante de los microtúbulos encargado de separar las cromátidas hermanas de un cromosoma, impidiendo así el avance de la división celular. Este tipo de FISH se utiliza para detectar microdeleciones específicas, translocaciones o para identificar material extra de origen desconocido. Los tipos de sondas usadas son:
- Los cósmidos son secuencias únicas que hibridan con fragmentos pequeños. Se emplean en estudios de microdeleciones.
- Las sondas satélites están formadas por secuencias altamente repetidas que se encuentran cerca de lo centrómeros. En la mayoría de los casos son específicas de cada cromosoma. Se usan para determinar aneuploidias o para identificar el origen de cromosomas marcadores.
- Las sondas completas consisten en la suma de varias sondas que hibridan en distintas zonas del cromosoma y así marcar el cromosoma completo. Se usan para ver translocaciones.

En la imagen que acompaña el texto se muestra un ejemplo de uso de una sonda completa para el cromosoma 4, en el que destacan las dos copias de dicho cromosoma sobre el resto.

## FISH en interfase
No siempre es posible tener núcleos fijados en metafase para realizar el FISH, y los resultados obtenidos no serán tan específicos. Sin embargo, el FISH en interfase tiene la ventaja de que no es necesario cultivar previamente las células durante diversos días antes de poder analizar sus cromosomas. Además, cuando las células se encuentran en interfase, la cromatina está en torno a 10 000 veces más descondensada que en metafase, lo cual permite una mayor resolución a la hora de detectar anomalías pequeñas. Se emplea sobre todo para la detección de aneuploidias o grandes deleciones, duplicaciones o traslocaciones cuando las muestras son difíciles de crecer o son escasas, es el caso de las células fetales o tumorales. No es posible distinguir entre un cariotipo normal y un cariotipo que presente una translocación equilibrada. Además, puede ser empleado en el análisis de tumores sólidos, que se dividen con muy poca frecuencia.
Esta técnica puede usarse también al realizar tratamientos de fecundación in vitro para detectar anormalidades en los cromosomas. Partiendo de las ocho células o blastómeros, se da la apertura de la zona pelúcida, y una sola célula se fijará sobre un soporte sólido para realizar el cariotipo (esta célula está en interfase). Las otras siete células, sin embargo, se dejan libres para que formen de nuevo el octavo blastómero y así generar el embrión que será implantado.
Una forma reciente derivada del FISH inverso son los arrays de CGH (del inglés "Comparative Genomic Hybridization"), que están desplazando a técnicas como FISH y el cariotipo.

## Otras variantes de FISH

### FISH en hebra
Este tipo de FISH (también llamado "Fiber FISH" o "Halo FISH") se aplica sobre hebras de ADN desproteinizadas (es decir, desprovistas de las histonas encargadas de su compactación). Se extiende linealmente y de forma mecánica en un porta el fragmento de cromosoma a estudiar. Se observarán puntos discontinuos por rotura de la hebra de ADN. Esta técnica permite detectar pequeñas reorganizaciones porque admite una mayor resolución (permite incluso la visualización de genes individuales). La técnica puede ser usada para detectar deleciones en clones y para estimar huecos en los proyectos genoma.

### FISH inverso
Por su parte, el FISH inverso es una técnica que se usa mucho para determinar la procedencia de un cromosoma marcador. Este tipo de FISH tiene la peculiaridad de ser el ADN problema el que se marca. El procedimiento consiste en recortar un fragmento de cromosoma o dicho cromosoma marcador de un porta donde se encuentran todos los cromosomas fijados. Se encuentran teñidos con Giemsa o con una sonda, esto sirve para marcar ese ADN y convertirlo en una nueva sonda. A continuación, ponemos los cromosomas de un donante sin anomalías (generalmente procedente de sus linfocitos y de un varón para contemplar todas las opciones, es decir, tener los cromosomas X e Y) en un porta y añadimos la sonda preparada. Esperamos ver que hay hibridación de la sonda (cromosoma marcador) con alguno de los cromosomas del donante por complementariedad en su secuencia. Así, podemos determinar que ese cromosoma marcador procede del cromosoma con el que hibrida. Una vez identificado, el cromosoma marcador pasaría a ser llamado un cromosoma derivativo.

### FISH on a chip

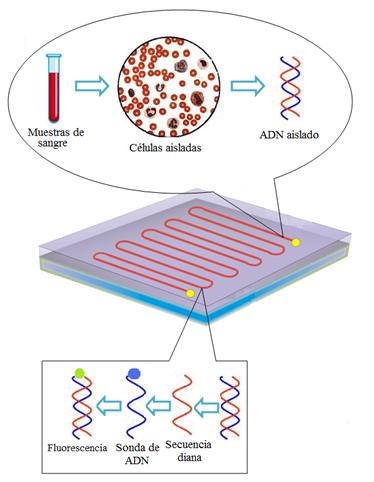
Análisis de una muestra de sangre por la técnica FISH on chip: Se introduce la muestra de sangre en el chip por capilaridad. Se añade la proteína K para digerir las células y se desnaturaliza su ADN con calor. A continuación se introducen las sondas y se dejan hibridar con el ADN diana.

Esta nueva variante de la técnica FISH, ha surgido como una forma de automatizar los estudios de muestras por el método convencional. Esta nueva técnica conlleva numerosas ventajas, como la necesidad de utilizar menor cantidad de reactivos, el empleo de un menor número tiempo de análisis (ya que en menos de una hora se pueden analizar los núcleos, frente a las 2-3 horas que precisa el procedimiento de FISH convencional).Los sistemas basados en chips microfluídicos evitan las dificultades de la muestra, ya que se trata de un método sencillo con un bajo coste y consumo de reactivos. Tampoco requieren ningún método de hilado. La preparación de muestras basada en chips miniaturiza toda la herramienta de laboratorio en un dispositivo único con un método de microfabricación y llega a sustituir el costoso equipo utilizado para el laboratorio biológico y el campo clínico. Esto conduce al desarrollo del autoanálisis casero. 
La principal aplicación de este novedoso sistema es en el campo del diagnóstico clínico, sobre todo en el estudio de enfermedades neuronales, como es el caso de la enfermedad del Alzheimer en su estadio temprano, aunque no se descarta su uso en otros campos como en la industria alimentaria. 
Se emplea un chip microfluídico con estrechos canales, por los que se hace pasar la suspensión celular purificada por capilaridad, lavada previamente con PBS. Una vez adheridas o fijadas las células a los canales por calor, digerimos las células mediante la adición de proteinasa K y desnaturalizamos su material genético, nuevamente por un incremento de temperatura. Tras estos pasos, ya pueden ser añadidas las sondas y reactivos necesarios, que difundirán a lo largo de todo el canal, pudiendo observar los núcleos bajo el microscopio en el mismo chip y de manera ordenada.
FISH on chip es una técnica muy útil para detectar anomalías cromosómicas (aneuploidías), entre otros defectos. En el caso del Alzheimer, es habitual utilizar muestras de linfocitos procedentes de sangre periférica, fibroblastos o muestras de orina.

### FISH multicolor
El ‘’FISH Multicolor’’, ‘’M-FISH’’ o ‘’SKY’’ (Spectral Karyotiping) es una adaptación del FISH que permite la visualización de los 23 pares de cromosomas a la vez, teñidos con diferentes sondas fluorescentes.
A nivel comercial solo hay 5 colores distintos posibles, por lo que se puede usar la sonda de un color concreto o combinar dos tipos de sondas para crear un nuevo color. El sistema de detección del equipo empleado debe estar adaptado a los 5 colores. Un programa informático se encarga de analizar las imágenes y formar el cariograma: organiza los cromosomas de acuerdo a la emisión de las sondas que tiene integradas y las combina hasta dar las 23 combinaciones.
Se utiliza con frecuencia en el estudio de células tumorales. El poder de dicho método reside en su habilidad para:
- Determinar rápidamente si hay algún cromosoma adicional en el cariotipo y de qué cromosoma se trata, porque su color permitirá identificarlo.
- Determinar si está presente algún cromosoma translocado y qué cromosomas están implicados en la translocación por la combinación de dos colores asociados a cromosomas diferentes en un mismo cromosoma.
- Rápida identificación de material cromosómico de un cromosoma que haya sido insertado en otro cromosoma por la variación del color del fragmento insertado respecto al color de todo el cromosoma.
- Identificación de cromosomas pequeños o fragmentados que frecuentemente implican el problema de averiguar su origen, como es el caso de los cromosomas marcadores.

Estas aplicaciones del SKY se deben a que cada cromosoma está teñido completamente de un único color (de una única sonda) y por eso, viendo el color que van a tener todos los cromosomas de la muestra podemos saber que anomalía presenta el paciente.
Sin embargo, aunque se pensaba que iba a desbancar al cariotipo tradicional, tiene una serie de desventajas que han frenado su uso, especialmente el uso clínico. Estas son:
- El elevado precio.
- Menor definición que el FISH convencional. Solo se pueden ver cromosomas y traslocaciones grandes, sin poder observar bandas.

## Tipos de sondas FISH

### Sondas centroméricas
Consisten en secuencias de ADN repetitivas encontradas alrededor del centrómero de un cromosoma específico. Utilizadas para el diagnóstico de aneuploudías como las trisomías 13, 18, 21.

### Sondas de secuencia única específicas de un cromosoma
Son específicas de un locus único en concreto. Se usan para proporcionar un diagnóstico prenatal rápido de algunas anomalías cromosómicas numéricas habituales. 

### Sondas teloméricas
Se ha desarrollado un juego completo de este tipo de sondas para los 24 cromosomas. Su uso es útil para identificar diminutas anomalías. 

### Sondas de pintado del cromosoma completo
Están formadas por una mezcla de sondas obtenidas de diversas partes de un cromosoma en particular.

## Aplicaciones
Esta técnica ha resultado ser muy útil en el campo de la medicina reproductiva, con aplicación en el diagnóstico genético preimplantatorio (DGP). Resulta una forma muy precoz de diagnóstico que, apoyándose en las técnicas de reproducción asistida, posibilita el estudio de embriones antes de ser transferidos al útero materno y, por consiguiente, antes de que se lleve a cabo la implantación embrionaria.
Para el análisis de anomalías cromosómicas embrionarias, tanto numéricas como estructurales, puede utilizarse la técnica DGP-FISH. Para este fin se requiere una biopsia embrionaria, mediante la cual se extrae una célula del embrión en cultivo "in vitro". Seguidamente, se procesa la muestra de tal manera que quede fijado el núcleo en interfase y se hibrida con sondas específicas para el estudio cromosómico de la patología que se sospecha pueda estar presente en el embrión.
Entre las anomalías cromosómicas que pueden ser analizadas, cabe citar:
- Anomalías numéricas.-

- Alteraciones en cromosomas sexuales: Alta frecuencia de mosaicismo en pacientes implica que, en muchos casos, solo se den defectos leves en el desarrollo. Gran relevancia en Medicina Reproductiva por ir asociado, en mayor o menor grado, a problemas de fertilidad. Tales son los casos de síndrome de Klinefelter, trisomía X y monosomía X.
- Edad materna avanzada, aborto de repetición de causa desconocida y/o fallo de implantación: Más de la mitad de los casos son debidos a alteraciones en los cromosomas 13, 16, 18, 21, 22, X e Y. En estos casos, la selección de aquellos embriones normales para los cromosomas citados, aumenta las probabilidades de conseguir una gestación a término.
- Factor masculino grave: Con este estudio embrionario, se pueden evitar las alteraciones cromosómicas surgidas en la descendencia de aquellos grupos de pacientes con calidad seminal baja y que tienen que recurrir a la técnica de microinyección intracitoplasmática del espermatozoide (ICSI).

- Anomalías estructurales.-

Surgen espontáneamente, en la mayoría de los casos, como consecuencia de un fallo de meiosis durante la oogénesis o espermatogénesis, en los casos en que los padres presentan cariotipos normales. Algunas veces, algún miembro de la pareja puede ser portador de una anomalía estructural equilibrada, que podría transmitir a su descendencia. De esta manera, por medio del estudio genético específico de embriones de la pareja portadora, podrían distinguirse aquellos embriones desequilibrados cromosómicamente de los equilibrados. Una vez hecha esta selección de embriones, podrían transferirse con total tranquilidad al útero materno los embriones que no presentan la alteración génica. Para detectar translocaciones recíprocas se aplica un FISH en metafase usando sondas teloméricas y centroméricas, de manera que la ausencia de una señal del telómero indica que existe una translocación, indistinguible con un FISH en interfase.
Una aplicación adicional del FISH en interfase es obtener mayor información sobre la organización de los cromosomas en el núcleo interfásico (los llamados territorios cromosómicos).
Además de ser útil para realizar diagnósticos preimplantatorios, el FISH tiene aplicación en medicina para detectar enfermedades y determinar el pronóstico de las mismas, así como para evaluar la remisión de algunas enfermedades, como el cáncer. Con FISH es posible diagnosticar enfermedades incapaces de ser detectadas por otros métodos tradicionales que implicaban el análisis de cromosomas en metafase (con la técnica FISH podemos analizar los cromosomas en interfase, cuando las células no se pueden cultivar por lo que con detectar su presencia es suficiente) Además su utilización es mucho más sencilla que los métodos citogenéticos más habituales, los cuales requieren células en división, así como un mayor esfuerzo en tiempo y trabajo para la preparación manual y análisis de las muestras. 
Actualmente en la realización de la amniocentesis, se combina el cariotipo clásico y FISH de interfase.  
FISH resulta ser mucho más rápido que el cariotipo clásico (y en un futuro no tan solo su velocidad aumentará sino también su precisión, gracias al desarrollo de sistemas de análisis automatizados con inteligencia artificial). 
También puede utilizarse para la detección directa de patógenos a partir de sangre o restos de tejidos de un paciente. Esto supone una gran ventaja teniendo en cuenta que muchos microorganismos no son cultivables en condiciones de laboratorio.
El FISH también se usa para comparar genomas de dos especies biológicas y deducir relaciones evolutivas. Asimismo, se puede usar en el área de la Ecología Microbiana para identificar microorganismos dentro de un biofilm, así como para observar su distribución y localización dentro del biofilm o realizar ensayos de colocalización utilizando sondas de distinto color para cada microorganismo.
Entre las aplicaciones médicas que nos ofrece esta técnica podemos destacar:

### La identificación de especies
FISH se utiliza a menudo en los estudios clínicos. Si un paciente está infectado con un patógeno, a partir de tejidos o fluidos del paciente, se puede determinar la identidad del patógeno. Muchos patógenos, sin embargo, incluso las especies conocidas, no crecen bien en condiciones de laboratorio. FISH se puede utilizar para detectar directamente la presencia del patógeno en pequeñas muestras de tejido del paciente.
FISH también se puede utilizar para comparar los genomas de dos especies biológicas, para deducir relaciones evolutivas.
FISH se utiliza ampliamente en el campo de la ecología microbiana, para identificar microorganismos. Los biofilms, por ejemplo, se componen (a menudo) de múltiples organizaciones complejas de diferentes especies bacterianas. Preparación de sondas de ADN para una especie y la realización de FISH con esta sonda permite visualizar la distribución de esta especie específica dentro del biofilm.

### Cariotipo espectral
cariotipo espectral es una imagen de los cromosomas coloreados. cariotipo espectral implica FISH utilizando múltiples formas de muchos tipos de sondas con el resultado de ver cada cromosoma marcado a través de su etapa de metafase. Este tipo de cariotipo se usa específicamente cuando la búsqueda de arreglos de cromosomas. 

### Cariotipo virtual
El cariotipo virtual es otra alternativa clínicamente disponibles de manera efectiva a los paneles de FISH usando miles a millones de sondas en una sola matriz para detectar cambios en el número de copias, en todo el genoma, con una resolución sin precedentes. Actualmente, este tipo de análisis solo detectará las ganancias y pérdidas de material cromosómico y no detectará reordenamientos equilibrados, tales como translocaciones e inversiones que son aberraciones sello visto en muchos tipos de leucemia y linfoma.

### Comparativa de hibridación Genómica
Esta comparativa puede ser descrita como un método que usa FISH de una forma paralela para comparar la fuerza de la hibridación. Su objetivo último es indicar si hay un fallo en el proceso de duplicación de la secuencia de ADN en el genoma del núcleo.